# Medição de distância estadimétrica
A medição de distâncias estadimétrica, ou método dos estádios/estadimetria, é uma técnica de medição de distâncias com um instrumento telescópico. O termo "estádios" vem de uma unidade grega de comprimento, Stadion (igual a 600 pés gregos, pous), que era o comprimento típico de um estádio esportivo da época. A medição de distâncias estadimétricas é usada para levantamentos e em miras telescópicas de armas de fogo, peças de artilharia ou canhões de tanques, bem como em alguns binóculos e outras ópticas. Ainda é amplamente usada em tiro de precisão militar de longo alcance, mas em muitas aplicações profissionais está sendo substituída por métodos de medição de distância por micro-ondas, infravermelho ou laser. Embora muito mais fáceis de usar, os telêmetros eletrônicos podem revelar a posição do atirador a um adversário bem equipado, e a necessidade de estimativa precisa de alcance existe há muito mais tempo do que os telêmetros eletrônicos, pequenos e robustos o suficiente para serem adequados para uso militar.

## Princípio

Tabela para estimativa de alcance, mostrando os tamanhos dos alvos, distâncias e medidas angulares correspondentes. Os tamanhos angulares são fornecidos em milirradianos (mil), os alcances em metros e os tamanhos dos alvos são mostrados em centímetros, milímetros e polegadas.

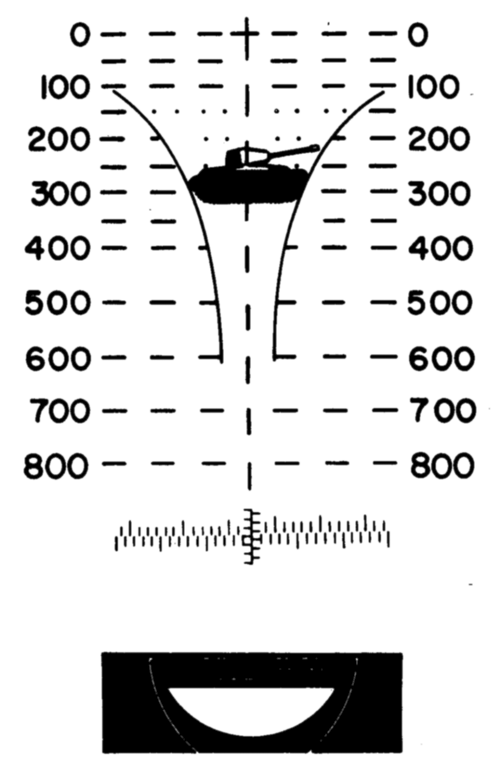
Retículo de mira do canhão sem recuo M67, medindo corretamente o alcance de um tanque a 275m. As armas antitanque das décadas de 1940 e 1970 utilizavam estimativas de alcance estadiamétrico baseadas no tamanho médio dos veículos blindados de combate.

O método dos estádios é baseado no princípio da semelhança de triângulos. Isso significa que, para um triângulo com um ângulo dado, a razão entre o comprimento do lado oposto e o comprimento do lado adjacente (a tangente) é constante. Utilizando um retículo com marcas de espaçamento angular conhecido, o princípio da semelhança de triângulos pode ser usado para encontrar a distância a objetos de tamanho conhecido ou o tamanho de objetos a uma distância conhecida. Em ambos os casos, o parâmetro conhecido é usado, em conjunto com a medição angular, para derivar o comprimento do outro lado.
A medição estadimétrica frequentemente utiliza o milirradiano ("mil" ou "mrad") como unidade de medida angular. Como um radiano é definido como o ângulo formado quando o comprimento de um arco circular é igual ao raio do círculo, um milirradiano é o ângulo formado quando o comprimento de um arco circular é igual a 1/1000 do raio do círculo. Para ângulos telescópicos, as aproximações de {\displaystyle \sin(\alpha )=\tan(\alpha )=\alpha } simplificam bastante a trigonometria, permitindo que objetos medidos em milirradianos por meio de um telescópio sejam dimensionados por um fator de 1.000 para distância ou altura. Um objeto de 5 metros de altura, por exemplo, cobrirá 1 mrad a 5.000 metros, ou 5mrad a 1.000 metros, ou 25mrad a 200 metros. Como o radiano expressa uma razão, ele é independente das unidades utilizadas; um objeto de 1,80m de altura cobrindo 1mrad estará a 1.800 metros de distância.
Na prática, pode-se observar que aproximações grosseiras podem ser feitas com um triângulo retângulo cuja base (b) é igual à distância do "telêmetro" ao olho; com a abertura (a) sendo o orifício através do qual o alvo é avistado – o ápice desse triângulo estando na superfície do olho do usuário.
Para uma distância padrão do olho (b) de 28" (71,12cm); sendo este o comprimento comum do arco de um arqueiro:
28" × 1 milirradiano ≈ 0,028" (0,071cm) - fator de estádios 1000
10 milirradianos ≈ 0,280" (0,711cm) - fator de estádios x100
100 milirradianos ≈ 2,80" (7,112cm) - fator de estádios x10
O alcance aproximado de um objeto de um pé (30,48cm) de altura cobrindo aproximadamente 100 milirradianos é de 10 pés (3,048m) ou:
Alcance (r) = altura aproximada do objeto (h) × (1000 ÷ abertura em milirradianos (a))
r = h(1000/a) → onde r e h são unidades idênticas e a está em milirradianos.
r = h/a → onde r e h são unidades idênticas e a está em radianos.
A fórmula acima funciona para qualquer sistema de medida linear, desde que r e h sejam calculados com as mesmas unidades.

## Topografia
As leituras de estádia utilizadas em topografia podem ser obtidas com instrumentos modernos, como trânsitos, teodolitos, planômetros e níveis. Ao utilizar o método de medição de estádia, uma régua de nível ou haste de estádia é segurada de forma que apareça entre duas marcas de estádia visíveis no retículo do instrumento. A haste de estádia possui medições gravadas que podem ser lidas através do telescópio do instrumento, fornecendo uma altura remota conhecida para os cálculos de distância.
Um instrumento equipado para trabalho com estádia possui duas marcas de estádia horizontais espaçadas equidistantes da cruzeta central do retículo. O intervalo entre as marcas de estádia na maioria dos instrumentos de topografia é de 10mrad, resultando em um fator de intervalo de estádia de 100. A distância entre o instrumento e uma haste de estádia pode ser determinada simplesmente multiplicando a medida entre os fios de estádia (conhecida como intervalo de estádia) por 100.
O instrumento deve estar nivelado para que este método funcione diretamente. Se a linha de visão do instrumento estiver inclinada em relação à mira, os componentes de distância horizontal e vertical devem ser determinados. Alguns instrumentos possuem graduações adicionais em um círculo vertical para auxiliar nessas medições inclinadas. Esses círculos graduados, conhecidos como círculos de estádia, fornecem o valor das medições horizontal e vertical como uma porcentagem da medição de estádia inclinada.
Este sistema é suficientemente preciso para localizar detalhes topográficos como rios, pontes, edifícios e estradas, quando uma precisão de 1/500 (0,2%, 2000ppm) é aceitável. As leituras de estádia também são usadas para fornecer observações repetidas e independentes, melhorando a precisão e a verificação de erros no nivelamento.
O método de estádia para medição de distâncias é essencialmente histórico para fins topográficos, visto que hoje em dia as distâncias são medidas principalmente por métodos eletrônicos ou com fita métrica. Instrumentos de estação total não possuem linhas de estádia marcadas no retículo. Os métodos tradicionais ainda são usados em áreas onde os instrumentos modernos não são comuns ou por aficionados por métodos antigos de topografia.